# Recuay
 Recuay es una ciudad peruana capital del distrito homónimo ubicado en la provincia de Recuay en  el departamento de Áncash. Está ubicada a 3.422 m s. n. m. a orillas del río Santa, en la parte más meridional del Callejón de Huaylas.
Recuay fue declarada monumento histórico del Perú el 30 de diciembre de 1986 mediante el R.M.N.º 796-86-ED.

## Toponimia
El nombre deriva de Choquerecuay, asentamiento de origen inca localizado cerca del pueblo. Del quechua choque (oro)  y rikay (observar) cuyo significado podría ser "desde donde se observa el oro".

## Clima
| Parámetros climáticos promedio de Recuay | Parámetros climáticos promedio de Recuay | Parámetros climáticos promedio de Recuay | Parámetros climáticos promedio de Recuay | Parámetros climáticos promedio de Recuay | Parámetros climáticos promedio de Recuay | Parámetros climáticos promedio de Recuay | Parámetros climáticos promedio de Recuay | Parámetros climáticos promedio de Recuay | Parámetros climáticos promedio de Recuay | Parámetros climáticos promedio de Recuay | Parámetros climáticos promedio de Recuay | Parámetros climáticos promedio de Recuay | Parámetros climáticos promedio de Recuay |
| Mes                                      | Ene.                                     | Feb.                                     | Mar.                                     | Abr.                                     | May.                                     | Jun.                                     | Jul.                                     | Ago.                                     | Sep.                                     | Oct.                                     | Nov.                                     | Dic.                                     | Anual                                    |
| ---------------------------------------- | ---------------------------------------- | ---------------------------------------- | ---------------------------------------- | ---------------------------------------- | ---------------------------------------- | ---------------------------------------- | ---------------------------------------- | ---------------------------------------- | ---------------------------------------- | ---------------------------------------- | ---------------------------------------- | ---------------------------------------- | ---------------------------------------- |
| Temp. máx. media (°C)                    | 17.1                                     | 16.4                                     | 16.8                                     | 17.5                                     | 17.7                                     | 18.6                                     | 19.1                                     | 19.4                                     | 19.3                                     | 18.3                                     | 18                                       | 17.8                                     | 18                                       |
| Temp. media (°C)                         | 10.9                                     | 10.7                                     | 10.8                                     | 10.8                                     | 10.1                                     | 9.5                                      | 9.4                                      | 9.7                                      | 10.6                                     | 10.6                                     | 10.8                                     | 10.7                                     | 10.4                                     |
| Temp. mín. media (°C)                    | 4.7                                      | 5.1                                      | 4.8                                      | 4.2                                      | 2.5                                      | 0.4                                      | -0.3                                     | 0.1                                      | 1.9                                      | 3                                        | 3.6                                      | 3.6                                      | 2.8                                      |
| Fuente: climate-data.org                 |                                          |                                          |                                          |                                          |                                          |                                          |                                          |                                          |                                          |                                          |                                          |                                          |                                          |

## Folclore
La leyenda de  Querococha, tal como se escribe en la lengua de Manuel Machado, (Qiru qucha en Runa Simi) ( Marcos Yauri Montero recopila de sus alumnos) Durante la colonia, el virrey envió a Recuay una campana de oro, cuyo sonido se oía a mucha distancia, envidiosos los huaracinos, marcharon sobre Recuay para apoderarse de ella.
Los recuaínos se defendieron con bravura, en el fragor de la lucha, dos guerreros, uno huaracino y otro recuaíno, se trenzaron en singular combate, el recuaíno tenía la campana y la defendía con fiereza, en el colmo del furor los dos rodaron a un precipicio y en el vertiginoso trayecto, la campana se le escapó al guerrero y cayó en una pampa donde se hundió.
Al sepultarse formó un enorme hoyo de cuya profundidad brotó agua dando origen a la laguna de Querococha. A las 12 de la noche esta campana repica fúnebremente, doliéndose por la muerte de los guerreros.

## Festividades

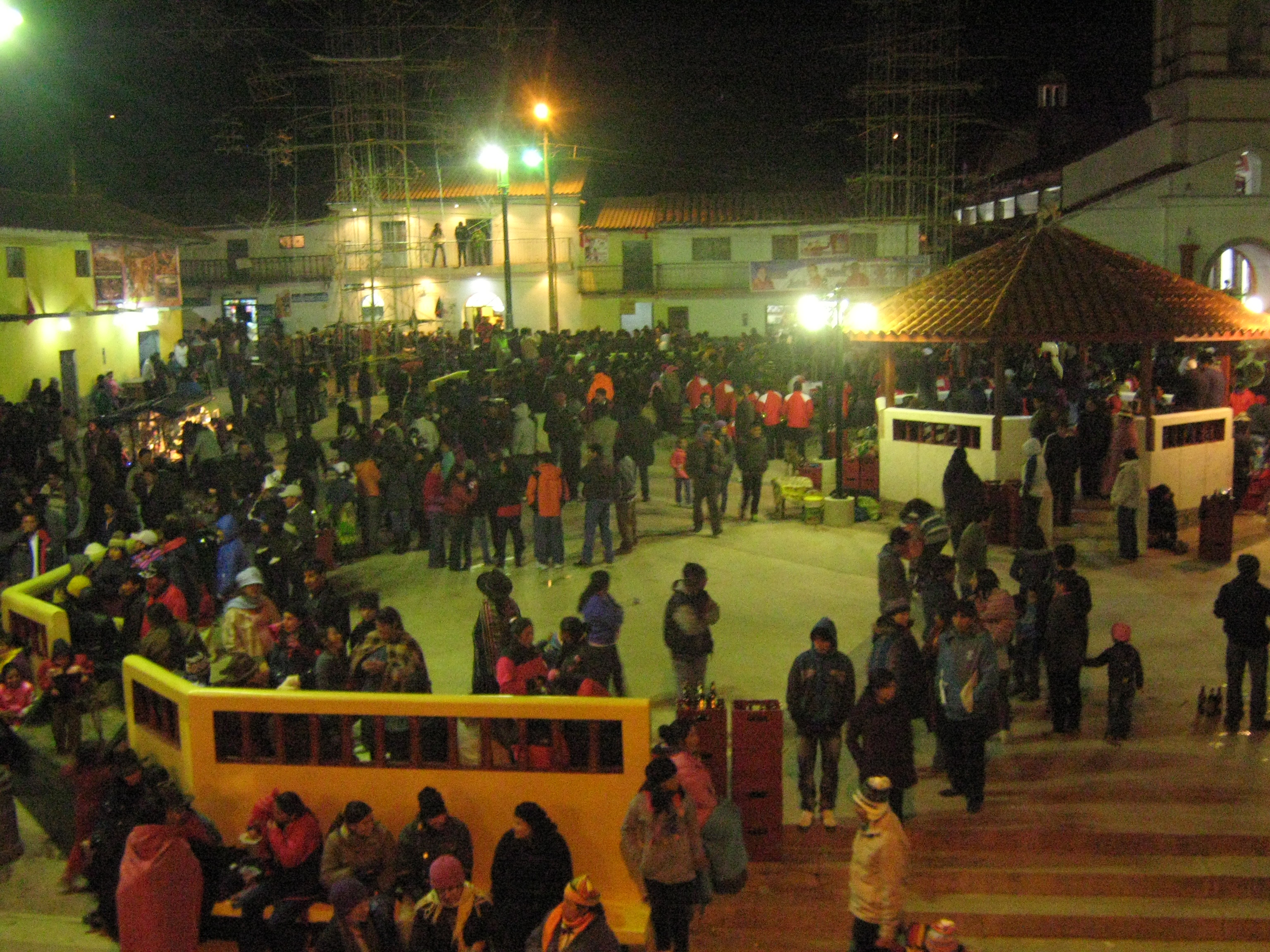
Fiesta del Regocijo por la Gloria del Señor de la Misericordia de Burgos en la plazuela de la iglesia del Señor de Burgos).

- 23 de enero, fiesta patronal en honor de San Ildefonso, en Recuay.
- 7 de junio, Día de la Jura de la Bandera y homenaje a los héroes peruanos de Arica.
- 28 de julio, Aniversario de la Proclamación de la Independencia del Perú.
- 12 al 16 de septiembre, Regocijo por la Gloria del Señor de la Misericordia de Burgos (Plaza de la Iglesia del Señor de Burgos), en Recuay
- 30 de septiembre, Aniversario de la creación política de la provincia de Recuay.[4]
- 1 y 2 de noviembre, Día de los Vivos y Día de los Difuntos, con visita al cementerio y compartición de la vianda preferida por los parientes fallecidos.
- 25 de diciembre, celebración típica de la llegada del Niño Jesús, entre la tradición y la modernidad.

## Danzas típicas

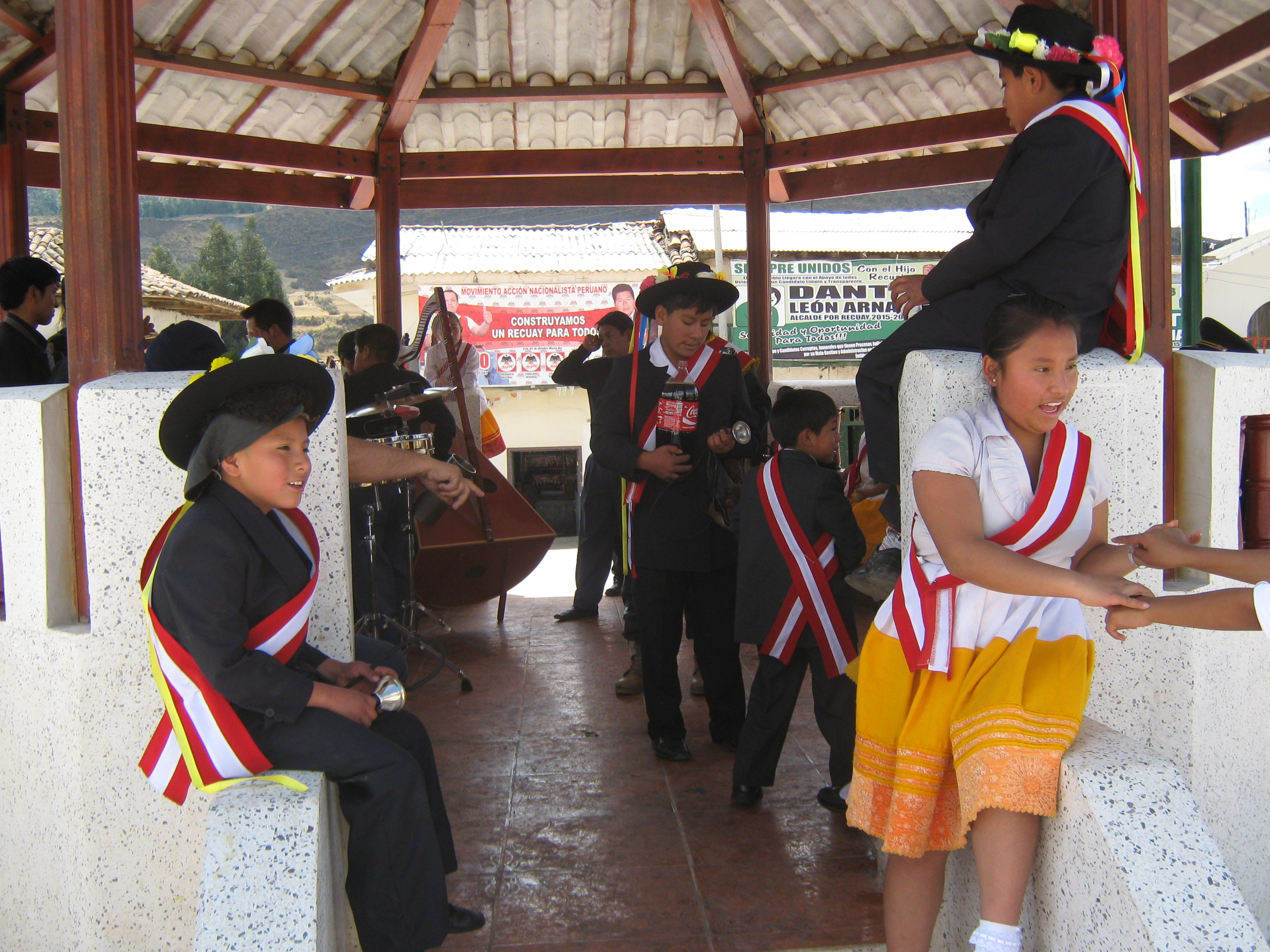
Danza de Los Negros de Recuay en la plaza de la Iglesia del Señor de Burgos, con motivo de la fiesta patronal del Señor de Burgos.

Las danzas populares más difundidas en esta provincia son el huayno y el pasacalle acompañadas al compás del arpa y el violín.
- Las Pallas de Pararín: cuadrilla integrada por seis mujeres que llevan vestidos adornados con monedas, al mismo tiempo bailan e interpretan canciones.
- Las Pallas de Tapacocha: variante de las pallas
- Los Negritos: danza integrada por 12 personas que llevan ropajes de diversos colores, cubren su rostro con una máscara de cuero de color negro, llevan además una banda de cintas de colores, un bastón, una campanilla y un sombrero con flores, el jefe de la cuadrilla llamado Chiwa Shapra lleva en la mano un chicote (látigo) con el que golpea fuertemente el piso, abriendo paso para los danzantes.

## Recuaínos destacados
- José Manuel Robles Arnao y García, Prócer de la Independencia del Perú, Benemérito de la Patria y Coronel del Ejército Libertador del Perú.
- Armando Artola del Pozo, general de división del Ejército Peruano. Promotor y decisor del decreto ley de creación provincial de Recuay.[5]
- Élmer Huerta Ramírez, médico oncólogo radicado en Estados Unidos. Fue presidente de la Sociedad Americana Contra el Cáncer (American Cáncer Society) entre 2007 y 2008, siendo el primer presidente latino de esta prestigiosa organización. Fundó el Preventorio del Cáncer, el cual dirige, en el Instituto de Cáncer del MedStar Washington Hospital Center en Washington D. C.

## Patrimonio histórico
- Sitio arqueológico de Jecosh.
- Sitio arqueológico de Choquerecuay.